# Lenauheim
Lenauheim (německy Lenauheim, Schadat, Schaddat, Tschatad, maďarsky Csatád) je obec v župě Timiş, v Banátu, v Rumunsku. Nachází se ve vzdálenosti 45 km od města Temešvár. Město bylo založeno v roce 1767 kolonizací německým (švábským) obyvatelstvem. Oficiální název Csatád nesl až do roku 1926, kdy byl jeho název změněn na Lenauheim na počest básníka Nikolause Lenaua, který se zde narodil.

## Části obce
Bulgăruș, Grabaț a Lenauheim

## Turismus
V rodném domě Nikolause Lenaua se nyní nachází vlastivědné muzeum s památníkem básníka Lenau, etnografické oddělení se sbírkou panenek s panenkami v banátsko-švábském kroji.

## Partnerské město
- Mureck, Rakousko